# Lacipa argyroleuca
Lacipa argyroleuca är en fjärilsart som beskrevs av George Francis Hampson 1910. Lacipa argyroleuca ingår i släktet Lacipa och familjen tofsspinnare. Inga underarter finns listade i Catalogue of Life.